# François Chabot
François Chabot (23 de octubre de 1756-5 de abril de 1794) fue un político francés.

## Primeros años
Nacido en Saint-Geniez-d'Olt, Aveyron, Chabot se convirtió en fraile capuchino en Rodez antes de la Revolución francesa, mientras mostraba interés al mismo tiempo por los philosophes, razón por la que se le acabó prohibiendo predicar en la respectiva diócesis. Tras la Constitución civil del clero, Chabot contrajo matrimonio y continuó sirviendo como cura constitucional, convirtiéndose en vicario de Henri Grégoire, obispo de Blois, y fundando también el Club jacobino en Rodez. Fue posteriormente elegido para la Asamblea Nacional, situándose en la extrema izquierda y formando, junto a Claude Bazire y Antoine Christophe Merlin, el "trio cordelier".

## Carrera política
Reelegido para la Convención Nacional por el departamento de Loir y Cher, Chabot votó a favor de la ejecución de Luis XVI, oponiéndose además a la persecución de los autores de las masacres de septiembre, debido a que entre ellos había varios participantes en la Batalla de Jemappes. En marzo de 1793, Chabot se trasladó a Aveyron como uno de los dos representantes en misión del departamento de Aveyron y de Tarn, siendo el otro Jean-Baptiste Bô. Como primera intervención, Chabot y Bô crearon una comisión especial para el reclutamiento militar de la región. Varios días después, crearon un impuesto de guerra para los aristócratas y los burgueses acaudalados. En un intento por contener posibles revueltas urbanas, ambos procedieron a suspender el sistema democrático, reservándose el derecho a suspender y deponer a oficiales carentes de “celo civil”. Las medidas tomadas contra las iglesias locales y el levantamiento de las restricciones a la búsqueda e incautación gubernamental provocaron la impopularidad tanto de Chabot como de Bô. El 5 de mayo de 1793, Chabot y Bô abandonaron su comisión en Aveyron, siendo el primero reasignado a Toulouse, donde llevó a cabo una administración similar. 
En noviembre de 1793, Chabot fue denunciado por varios miembros de la Convención, entre quienes se encontraban Fabre d'Eglantine, Jacques-René Hébert y Louis Pierre Dufourny de Villiers, bajo el cargo de haber intentado falsear las finanzas de la Compañía Francesa de las Indias Orientales, siendo acusado de haber ofrecido sobornos a varios representantes electos en el proceso. Chabot declaró a Robespierre que, bajo propia iniciativa, se había infiltrado en un complot preexistente con el fin de inmiscuirse en las finanzas de la Compañía Francesa de las Indias Orientales. Este complot, según Chabot, fue elaborado por el barón de Batz, conocido monárquico, junto a Hebert, Dufourny y Claude Basire, quienes actuaron como cómplices, siendo William Pitt el último integrante de dicha trama. Robespierre permitió a Chabot presentar su caso ante el Comité de Salvación Pública, del cual había sido removido un mes antes bajo sospecha de corrupción.
Hubo pocas evidencias contra Chabot, centrándose la mayor parte del discurso de Dufourny en el matrimonio de Chabot con Leopoldine Frey, hermana de Junius Frey, un banquero austríaco judío. La nacionalidad de su esposa, junto con la sustanciosa dote recibida por él, sentaron las bases para el descrédito del testimonio vertido por Chabot. Según el testimonio de Dufourny:

Cuando Antonieta fue juzgada por el tribunal revolucionario, cuando la nación estaba en su máximo de execración para los extranjeros, cuando nuestros hermanos quienes estaban (luchando) en las fronteras nos dejaron viudas desconsoladas (…), fue entonces cuando ese Chabot hizo un matrimonio de intereses con una austríaca.

Según Dufourny, acerca del escándalo de la Compañía Francesa de las Indias Orientales, Chabot y sus asociados colaboraron con el barón de Batz, quien previamente había sido acusado de ofrecer un soborno con el fin rescatar a María Antonieta, en nombre de los miembros de la realeza austríaca.

## Ejecución
Comprometido en la falsificación del decreto supresivo de la Compañía Francesa de las Indias Orientales y en los sobornos a ciertos miembros de la Convención, Chabot fue arrestado y llevado ante el Tribunal Revolucionario. Fue condenado a muerte y ejecutado en la guillotina al mismo tiempo que los dantonistas. Claude Basire y Fabre d'Eglantine, acusados por Chabot de estar involucrados en el escándalo de la Compañía Francesa de las Indias Orientales, así como su cuñado, Junius Frey, fueron ejecutados con él.